# Autoserica fasta
Autoserica fasta är en skalbaggsart som beskrevs av Brenske 1901. Autoserica fasta ingår i släktet Autoserica och familjen Melolonthidae. Inga underarter finns listade.